# Chthonius
Chthonius es un género de pseudoscorpiones de la familia Chthoniidae. Se distribuyen por Norteamérica, Europa, Norte de África y la mitad occidental de Asia.

## Especies
Según Pseudoscorpions of the World:
- Chthonius (Chthonius) C. L. Koch, 1843
  - Chthonius absoloni Beier, 1938
  - Chthonius agazzii Beier, 1966
  - Chthonius alpicola Beier, 1951
  - Chthonius apollinis Mahnert, 1978
  - Chthonius aquasanctae Ćurčić & Rađa, 2011
  - Chthonius azerbaidzhanus Schawaller & Dashdamirov, 1988
  - Chthonius balazuci Vachon, 1963
  - Chthonius bogovinae Ćurčić, 1972
  - Chthonius brandmayri Callaini, 1986
  - Chthonius caoduroi Callaini, 1987
  - Chthonius caprai Gardini, 1977
  - Chthonius carinthiacus Beier, 1951
  - Chthonius cavernarum Ellingsen, 1909
  - Chthonius cavophilus Hadži, 1939
  - Chthonius cebenicus Leclerc, 1981
  - Chthonius cephalotes (Simón, 1875)
  - Chthonius chamberlini (Leclerc, 1983)
  - Chthonius civitatisveti Ćurčić & Radja, 2011
  - Chthonius comottii Inzaghi, 1987
  - Chthonius cryptus Chamberlin, 1962
  - Chthonius dacnodes Navás, 1918
  - Chthonius dalmatinus Hadži, 1930
  - Chthonius decoui Georgescu & Capuse, 1994
  - Chthonius delmastroi Gardini, 2009
  - Chthonius densedentatus Beier, 1938
  - Chthonius diophthalmus Daday, 1888
  - Chthonius doderoi Beier, 1930
  - Chthonius ellingseni Beier, 1939
  - Chthonius elongatus Lazzeroni, 1970
  - Chthonius euganeus Gardini, 1991
  - Chthonius exarmatus Beier, 1939
  - Chthonius gjirokastri Ćurčić, Rađa & Dimitrijević, 2008
  - Chthonius globocicae Ćurčić, Dimitrijević and Tomić, 2008
  - Chthonius graecus Beier, 1963
  - Chthonius guglielmii Callaini, 1986
  - Chthonius halberti Kew, 1916
  - Chthonius herbarii Mahnert, 1980
  - Chthonius heterodactylus Tömösváry, 1882
  - Chthonius heurtaultae Leclerc, 1981
  - Chthonius hungaricus Mahnert, 1981
  - Chthonius ilvensis Beier, 1963
  - Chthonius imperator Mahnert, 1978
  - Chthonius ischnocheles (Hermann, 1804)
    - Chthonius ischnocheles ischnocheles
    - Chthonius ischnocheles reductus
    - Chthonius ischnocheles ruffoi
    - Chthonius ischnocheles stammeri

  - Chthonius ischnocheloides Beier, 1973
  - Chthonius italicus Beier, 1930
  - Chthonius iugoslavicus Ćurčić, 1972
  - Chthonius jalzici Ćurčić, 1988
  - Chthonius jonicus Beier, 1931
  - Chthonius jugorum Beier, 1952
  - Chthonius kladanjensis Ćurčić, Dimitrijević & Rađa, 2011
  - Chthonius karamanianus Hadži, 1937
  - Chthonius lanzai Caporiacco, 1947
  - Chthonius latidentatus Ćurčić, 1972
  - Chthonius leoi (Callaini, 1988)
  - Chthonius leruthi Beier, 1939
  - Chthonius lesnik Ćurčić, 1994
  - Chthonius lessiniensis Schawaller, 1982
  - Chthonius ligusticus Beier, 1930
  - Chthonius lindbergi Beier, 1956
  - Chthonius litoralis Hadži, 1933
  - Chthonius longimanus Ćurčić & Rađa, 2011
  - Chthonius lucifugus Mahnert, 1977
  - Chthonius lupinus Ćurčić, Dimitrijević & Rađa, 2011
  - Chthonius macedonicus Ćurčić, 1972
  - Chthonius magnificus Beier, 1938
  - Chthonius malatestai Callaini, 1980
  - Chthonius mauritanicus (Callaini, 1988)
  - Chthonius mayi Heurtault-Rossi, 1968
  - Chthonius mazaurici Leclerc, 1981
  - Chthonius metohicus Ćurčić, 2011
  - Chthonius microphthalmus Simón, 1879
  - Chthonius mingazzinii Callaini, 1991
  - Chthonius minotaurus Henderickx, 1997
  - Chthonius monicae Boghean, 1989
  - Chthonius motasi Dumitresco & Orghidan, 1964
  - Chthonius multidentatus Beier, 1963
  - Chthonius occultus Beier, 1939
  - Chthonius ognjankae Ćurčić, 1997
  - Chthonius ohridanus Ćurčić, 1997
  - Chthonius onaei Ćurčić, Dimitrijević, Radja, Ćurčić & Milinčić, 2010
  - Chthonius orthodactyloides Beier, 1967
  - Chthonius orthodactylus (Leach, 1817)
  - Chthonius pacificus Muchmore, 1968
  - Chthonius paganus (Hoff, 1961)
  - Chthonius paludis (Chamberlin, 1929)
  - Chthonius paolettii Beier, 1973
  - Chthonius persimilis Beier, 1939
  - Chthonius petrochilosi Heurtault, 1972
  - Chthonius pivai Gardini, 1991
  - Chthonius ponticoides Mahnert, 1975
  - Chthonius ponticus Beier, 1965
  - Chthonius porevidi Ćurčić, Makarov & Lučić, 1998
  - Chthonius pristani Ćurčić, 2011
  - Chthonius protobosniacus Ćurčić, Dimitrijević & Rađa, 2011
  - Chthonius prove Ćurčić, Dimitrijevic & Makarov, 1997
  - Chthonius pusillus Beier, 1947
  - Chthonius pygmaeus Beier, 1934
  - Chthonius radigost Ćurčić, 1997
  - Chthonius radjai Ćurčić, 1988
  - Chthonius raridentatus Hadži, 1930
  - Chthonius ressli Beier, 1956
  - Chthonius rhodochelatus Hadži, 1933
  - Chthonius ruffoi Caporiacco, 1951
  - Chthonius satapliaensis Schawaller & Dashdamirov, 1988
  - Chthonius sestasi Mahnert, 1980
  - Chthonius shelkovnikovi Redikorzev, 1930
  - Chthonius shulovi Beier, 1963
  - Chthonius stammeri Beier, 1942
  - Chthonius stevanovici Ćurčić, 1986
  - Chthonius strinatii Mahnert, 1975
  - Chthonius submontanus Beier, 1963
  - Chthonius subterraneus Beier, 1931
  - Chthonius tadzhikistanicus Dashdamirov & Schawaller, 1992
  - Chthonius tenuis L. Koch, 1873
  - Chthonius thessalus Mahnert, 1980
  - Chthonius torakensis Ćurčić & Rađa, 2010
  - Chthonius trebinjensis Beier, 1938
  - Chthonius troglobius Hadži, 1937
  - Chthonius troglodites Redikorzev, 1928
  - Chthonius tzanoudakisi Mahnert, 1975
  - Chthonius vodan Ćurčić, 1997
  - Chthonius zmaj Ćurčić, 1997
  - †Chthonius mengei Beier, 1937
  - †Chthonius pristinus Schawaller, 1978
- Chthonius (Ephippiochthonius) Beier, 1930
  - Chthonius aegatensis Callaini, 1989
  - Chthonius aguileraorum Carabajal Márquez, García Carrillo & Rodríguez Fernández, 2000
  - Chthonius amatei Carabajal Márquez, García Carrillo & Rodríguez Fernández, 2001
  - Chthonius anatolicus Beier, 1969
  - Chthonius anophthalmus Ellingsen, 1908
  - Chthonius apulicus Beier, 1958
  - Chthonius asturiensis Beier, 1955
  - Chthonius atlantis Mahnert, 1980
  - Chthonius baccettii[2]
  - Chthonius balearicus Mahnert, 1977
  - Chthonius bartolii Gardini, 1976
  - Chthonius bauneensis Callaini, 1983
  - Chthonius beieri[2]
  - Chthonius bellesi Mahnert, 1989
  - Chthonius berninii Callaini, 1983
  - Chthonius bidentatus Beier, 1938
  - Chthonius boldorii Beier, 1934
  - Chthonius bolivari Beier, 1930
  - Chthonius cabreriensis Mahnert, 1993
  - Chthonius canariensis Beier, 1965
  - Chthonius cassolai Beier, 1973
  - Chthonius catalonicus Beier, 1939
  - Chthonius cavicola Gardini, 1990
  - Chthonius cazorlensis Carabajal Márquez, García Carrillo & Rodríguez Fernández, 2001
  - Chthonius chius Schawaller, 1990
  - Chthonius cikolae Ćurčić & Rađa, 2010
  - Chthonius concii Beier, 1953
  - Chthonius corcyraeus Mahnert, 1976
  - Chthonius corsicus Callaini, 1981
  - Chthonius creticus Mahnert, 1980
  - Chthonius daedaleus Mahnert, 1980
  - Chthonius distinguendus Beier, 1930
  - Chthonius dubius Mahnert, 1993
  - Chthonius elbanus Beier, 1963
  - Chthonius fuscimanus Simón, 1900
  - Chthonius gasparoi Gardini, 1989
  - Chthonius genuensis Gardini, 1990
  - Chthonius gestroi Simón, 1896
  - Chthonius gibbus Beier, 1953
  - Chthonius girgentiensis Mahnert, 1982
  - Chthonius giustii Callaini, 1981
  - Chthonius gracilimanus Mahnert, 1997
  - Chthonius grafittii Gardini, 1981
  - Chthonius heutaultae[2]
  - Chthonius hiberus Beier, 1930
  - Chthonius hispanus Beier, 1930
  - Chthonius insularis Beier, 1938
  - Chthonius iranicus Beier, 1971
  - Chthonius kabylicus Callaini, 1983
  - Chthonius kemza Ćurčić, Lee & Makarov, 1993
  - Chthonius kewi Gabbutt, 1966
  - Chthonius kupalo Ćurčić, 1997
  - Chthonius lagadini Ćurčić & Rađa, 2011
  - Chthonius longesetosus Mahnert, 1976
  - Chthonius lopezi Mahnert, 2011
  - Chthonius lucanus Callaini, 1984
  - Chthonius lychnidis Ćurčić, 1997
  - Chthonius machadoi Vachon, 1940
    - Chthonius machadoi machadoi

  - Chthonius mahnerti Zaragoza, 1984
  - Chthonius maltensis Mahnert, 1975
  - Chthonius mariolae Carabajal Márquez, García Carrillo & Rodríguez Fernández, 2001
  - Chthonius maroccanus Mahnert, 1980
  - Chthonius mayorali Carabajal Márquez, García Carrillo & Rodríguez Fernández, 2001
  - Chthonius microtuberculatus Hadži, 1937
  - Chthonius minous Mahnert, 1980
  - Chthonius minutus Vachon, 1940
  - Chthonius morenoi Carabajal Márquez, García Carrillo & Rodríguez Fernández, 2011
  - Chthonius nanus Beier, 1953
  - Chthonius nerjaensis Carabajal Márquez, García Carrillo & Rodríguez Fernández, 2001
  - Chthonius nidicola Mahnert, 1979
  - Chthonius nudipes Mahnert, 1982
  - Chthonius parmensis Beier, 1963
  - Chthonius perezi Carabajal Márquez, García Carrillo & Rodríguez Fernández, 2011
  - Chthonius pieltaini Beier, 1930
  - Chthonius pinai Zaragoza, 1985
  - Chthonius platakisi Mahnert, 1980
  - Chthonius poeninus Mahnert, 1979
  - Chthonius ponsi Mahnert, 1993
  - Chthonius poseidonis Gardini, 1993
  - Chthonius pyrenaicus Beier, 1934
  - Chthonius remyi Heurtault, 1975
  - Chthonius rimicola Mahnert, 1993
  - Chthonius rogoi Ćurčić, Rađa & Dimitrijević, 2008
  - Chthonius romanicus Beier, 1935
  - Chthonius ruizporteroi Carabajal Márquez, García Carrillo & Rodríguez Fernández, 2001
  - Chthonius sacer Beier, 1963
  - Chthonius samius Mahnert, 1982
  - Chthonius sardous Gardini, 2008
  - Chthonius schmalfussi Schawaller, 1990
  - Chthonius scythicus Georgescu & Capuse, 1994
  - Chthonius sendrai Zaragoza, 1985
  - Chthonius serbicus Hadži, 1937
  - Chthonius setosus Mahnert, 1993
  - Chthonius siculus Beier, 1961
  - Chthonius siscoensis Heurtault, 1975
  - Chthonius tamaran Mahnert, 2011
  - Chthonius tetrachelatus (Preyssler, 1790)
  - Chthonius tenerifae Mahnert, 2011
  - Chthonius thaleri Gardini, 2009
  - Chthonius troglophilus Beier, 1930
  - Chthonius tuberculatus Hadži, 1937
  - Chthonius vachoni Heurtault-Rossi, 1963
  - Chthonius ventalloi Beier, 1939
  - Chthonius verai Zaragoza, 1987
  - Chthonius vid Ćurčić, 1997
  - Chthonius virginicus Chamberlin, 1929
  - Chthonius zoiai Gardini, 1990
- Chthonius (Globochthonius) Beier, 1931
  - Chthonius abnormis Beier, 1939
  - Chthonius argirocastronis Ćurčić, Rađa and Dimitrijević, 2007
  - Chthonius caligatus Beier, 1938
  - Chthonius cavernicola Beier, 1938
  - Chthonius cerberus Beier, 1938
  - Chthonius globifer Simón, 1879
  - Chthonius globimanus Ćurčić & Rađa, 2011
  - Chthonius medeonis Ćurčić, S.B. Ćurčić, N.B. Ćurčić & Ilić, 2011
  - Chthonius pancici Ćurčić, 1972
  - Chthonius perun Ćurčić, 1997
  - Chthonius petroupauli Ćurčić & Rađa, 2011
  - Chthonius polychaetus Hadži, 1937
  - Chthonius purgo Ćurčić, Lee & Makarov, 1993
  - Chthonius simplex Beier, 1939
  - Chthonius spelaeophilus Hadži, 1930
  - Chthonius vandeli Dumitresco & Orghidan, 1964
- Chthonius (Hesperochthonius) Muchmore, 1968
  - Chthonius californicus Chamberlin, 1929
  - Chthonius oregonicus Muchmore, 1968
  - Chthonius spingolus (Schuster, 1962)
- Chthonius (Microchthonius) Hadži, 1933
  - Chthonius karamani Hadži, 1933
  - Chthonius rogatus Beier, 1938

## Publicación original
- C. L. Koch, 1843: Die Arachniden. Getreu nach der Natur Abgebildet und Beschrieben. vol. 10. C.H. Zeh'schen, Nürnberg.